# Microsoft Deployment Toolkit
Das Microsoft Deployment Toolkit (kurz MDT, früher Business Desktop Deployment) ist eine Software von Microsoft, die Administratoren bei der automatisierten Verteilung von Betriebssystemen auf Server- und Client-Rechnern unterstützt. Es wurde für das schnelle Rollout von Software auf Computern in einem Windows-Netzwerk entwickelt, besitzt eine grafische Oberfläche und wird von Microsoft kostenlos zur Verfügung gestellt. Hotfixes, Anwendungen, Treiber sowie Systemeinstellungen, die nicht von der Gruppenrichtlinie abgedeckt werden, können in das erzeugte Abbild integriert werden.

## Unterstützte Windows-Version
Windows 7, Windows 8, Windows 8.1, Windows 10, Windows Server 2008 R2, Windows Server 2012 und Windows Server 2012 R2 werden vom MDT 2013 unterstützt.
MDT 2012 mit Update 1 unterstützt Windows XP, Windows Vista, Windows 7, Windows 8, Windows Server 2003, Windows Server 2008 und Windows Server 2008 R2. Hardware-Treiber, Windows Updates und Software können in die Installation integriert werden.

## Veröffentlichungen
- MDT 2008, Versionsnummer 4.1.?
- MDT 2008 Update 1, Versionsnummer 4.2.523.40
- MDT 2010, Versionsnummer 5.0.1641.0
- MDT 2010 Update 1, Versionsnummer 5.1.1642.1
- MDT 2012
- MDT 2012 Update 1 (letzte Version, die das Deployment von Windows XP und Windows Vista unterstützt)[1]
- MDT 2013 Versionsnummer 6.2.5019.0 (die Unterstützung für das Deployment von Windows-Versionen vor Windows 7 ist entfallen und nicht mehr möglich)
- MDT 2013 Update 1 / Support for deployment and upgrade of Windows 10
- MDT 2013 Update 2 / Quality release; no new major features
- MDT 8456 / Bereitstellung von Windows 10 Release ID 1809 und Windows Server 2019[2]

MDT Build 8456 ist das einzige bisher noch unterstützte Build. Unterstützte Plattformen für diese Version können in den Microsoft Docs entnommen werden.

## Anforderungen
Für alle Versionen des Microsoft Deployment Toolkits wird das Microsoft ADK (Assessment und Deployment Kit) vorausgesetzt. Für Windows 7 hieß das ADK früher AIK (Windows Automated Installation Kit) und war Voraussetzung für MDT Version 2010 Update 1.
MDT 2010 Update 1 ermöglicht die Durchführung von Lite-Touch-Installationen und stellt integrierte Vorlagen für Aktualisierungs-, Ersetzungs-, Upgrade- und Bare-Metal-Installationen bereit.
Für den Support von neueren auf Windows 10 und 11 basierenden Betriebssystemen (ab Windows 10 Version 1809) wird zusätzlich zum Windows ADK das Add-On Modul ADK PE (Preinstall Environment) benötigt, welches zur Bereitstellung von Images notwendig ist.
Alle oben genannten Tools werden kostenlos von Microsoft zur Verfügung gestellt.